# Bodtjärnen (Alanäs socken, Jämtland, 712191-148641)
Bodtjärnen är en sjö i Strömsunds kommun i Jämtland och ingår i Ångermanälvens huvudavrinningsområde. Sjön har en area på 0,158 kvadratkilometer och ligger 333,1 meter över havet.

## Delavrinningsområde
Bodtjärnen ingår i det delavrinningsområde (711432-149762) som SMHI kallar för Utloppet av Flåsjön. Medelhöjden är 306 meter över havet och ytan är 293,22 kvadratkilometer. Räknas de 72 avrinningsområdena uppströms in blir den ackumulerade arean 1 048,93 kvadratkilometer. Flåsjöån (Stensjöbäcken) som avvattnar avrinningsområdet har biflödesordning 3, vilket innebär att vattnet flödar genom totalt 3 vattendrag innan det når havet efter 199 kilometer. Avrinningsområdet består mestadels av skog (50 procent). Avrinningsområdet har 109,93 kvadratkilometer vattenytor vilket ger det en sjöprocent på 37,5 procent.